# Rhodotorula mucilaginosa
Rhodotorula mucilaginosa (früher Rhodotorula rubra) ist eine Hefe, die im Abwasser sowie auf Bettwäsche vorkommt beziehungsweise grundsätzlich häufig mit dem Menschen assoziiert ist. Rhodotorula mucilaginosa wurde bereits auf der International Space Station (ISS) nachgewiesen. Die Hefe ist aufgrund der roten Pigmentierung biotechnologisch zur Herstellung von Carotinoiden von Interesse.